# جائزة إسبانيا الكبرى للدراجات النارية 1995
جائزة إسبانيا الكبرى للدراجات النارية 1995 هو سباق دراجات نارية أقيم بتاريخ 7 مايو 1995 في حلبة خيريز. كان الجولة الرابعة من أصل 13 في سباق الجائزة الكبرى للدراجات النارية موسم 1995. فاز ألبرتو بويغ بفئة الموتو جي بي بينما جاء لوكا كادالورا في المركز الثاني.

## وصلات خارجية
- الموقع الرسمي